# 三原食品
三原食品株式会社（みはらしょくひん）は、奈良県天理市にある業務用食品の製造を行う企業である。
製造品目は主に珍味、惣菜、すし種、焼魚等。
販売先は業務卸、量販店、回転寿司、外食チェーンを中心に、日本国外への輸出も手掛ける。

## 会社概要
- 代表者　三原慎一郎[1]
- 所在地　奈良県天理市田町208-1[1]

## 沿革
- 1986年（昭和61年）- 大阪府大阪市東住吉区において主に居酒屋・生協向け冷凍食品を製造する会社として創業[1]
- 1990年（平成2年）- 珍味製造の老舗 株式会社味好屋の事業を継承し、本格的に珍味製造に着手[1]
- 2001年（平成13年） - 奈良県天理市に移転し、寿司種の製造を開始[1]
- 2003年（平成15年） - 焼魚ラインを導入し、焼魚・漬魚の製造を開始[1]
- 2012年（平成24年） - 焼魚ラインを増設し、生産体制を強化[1]
- 2019年（令和元年） - 代表取締役社長に三原慎一郎が就任